# Чёрная казарка

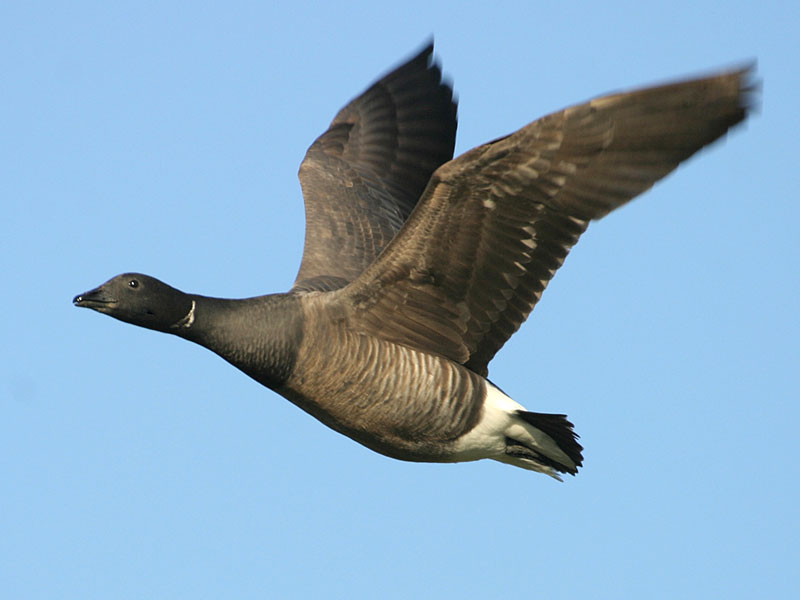
Чёрная казарка в полёте

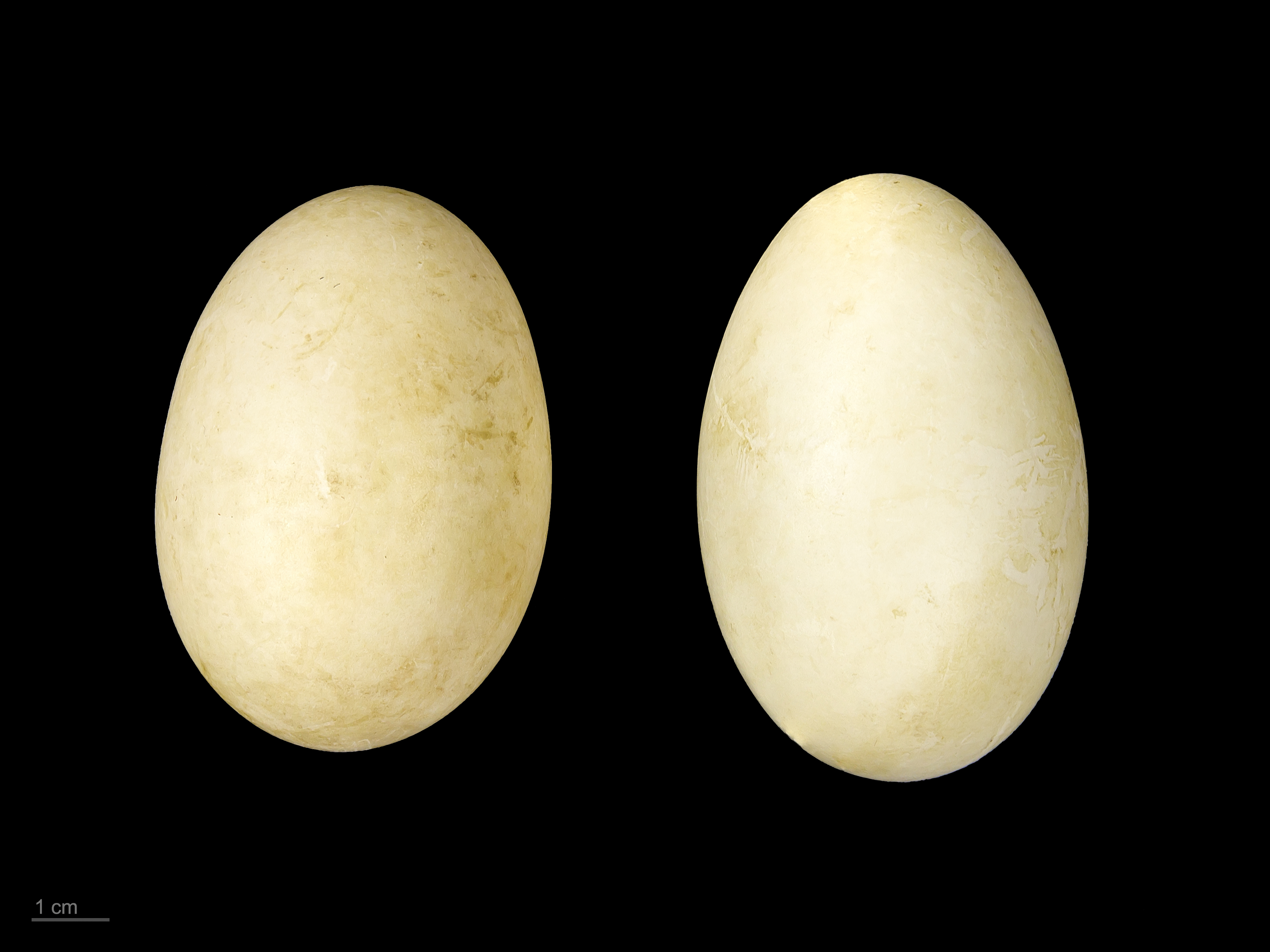
яйцо Branta bernicla - Тулузский музей

Чёрная каза́рка (лат. Branta bernicla) — птица семейства утиных.

## Общая характеристика
Чёрная казарка — самый мелкий представитель рода казарок. Голова и шея чёрные, спина и крылья тёмно-бурые. На шее под горлом у взрослых птиц белый «ошейник». Брюхо у разных подвидов от светлого до почти чёрного. Ноги и клюв чёрные. Численность чёрных казарок составляет около 400—500 тысяч особей — в зависимости от ежегодной успешности размножения. В России численность чёрных казарок составляет не более 1 тысячи особей.

## Распространение
Гнездятся на севере тундры возле морских побережий и на островах в Евразии и Северной Америке, заходя даже за Полярный круг. Зимуют южнее на берегах рек и озёр в Дании и Англии. Некоторые чёрные казарки часть зимы проводит на Северном море. В России встречается атлантический подвид чёрной казарки, гнездящийся на Земле Франца-Иосифа. Залетают чёрные казарки на Новую Землю, полуостров Таймыр. Эти казарки, по всей видимости, гнездятся в канадской тундре, а зимуют в США.
Подвид Branta bernicla hrota (атлантическая чёрная казарка) на территории России находится под угрозой исчезновения и занесён в Красную книгу.

## Образ жизни

### Питание
В период размножения чёрные казарки питаются травой, мхом, лишайниками и водорослями. В период зимовки едят в основном морские водоросли.

### Размножение
Чёрная казарка гнездится чаще всего отдельными парами или небольшими колониями на равнине каменистых тундр. Половозрелость наступает в 2 года или позже. В кладке 3—6 яиц.

## Классификация
Международный союз орнитологов выделяет два подвида:
- Branta bernicla bernicla (Linnaeus, 1758)
- Branta bernicla hrota (O. F. Muller, 1776)
- Branta bernicla nigricans (Lawrence, 1846)